# Lepthyphantes micromegethes
Lepthyphantes micromegethes este o specie de păianjeni din genul Lepthyphantes, familia Linyphiidae, descrisă de Locket, 1968.
Este endemică în Angola. Conform Catalogue of Life specia Lepthyphantes micromegethes nu are subspecii cunoscute.